# Glycocholsäure
Glycocholsäure  ist eine chemische Verbindung aus der Gruppe der Gallensäuren. Sie ist ein Aminosäurekonjugat der Cholsäure mit Glycin. Ihre Salze heißen Glycocholate. In Form des Natriumsalzes ist sie ein wesentlicher Bestandteil der Galle pflanzenfressender Tiere und an der Fettverdauung beteiligt.
Eine chemische Synthese erfolgte 1906, ein weiterer Syntheseweg wurde 1935 beschrieben.